# Gais 1932/1933
Fotbollsklubben Gais spelade säsongen 1932/1933 i allsvenskan, där man slutade tvåa och tog stora silvret.
Inget cupspel genomfördes denna säsong.

## Inför säsongen
Efter säsongen 1932/1933 slutade den gamle stjärnyttern Rune Wenzel och halvbacken Gustaf Gustafsson; Gustafsson skulle dock komma att spela några matcher för IFK Vänersborg. Allan Mattiasson gick till IS Halmia och Alf Hjelm tillbaka till Jonsereds IF, medan Lennart Holländer fortsatte i Gårda BK. Trots dessa förluster hade Gais ett otroligt starkt lag, och lagledaren Joel Björkman hade inför säsongen beslutat att Gais så långt möjligt skulle försöka spela med det bästa laget, och inte ställa över spelare på grund av småskador eller lättare sjukdom.

## Allsvenskan
Gais inledde säsongen med klara 6–2 borta mot IK Sleipner, vilket följdes upp med 2–0 både mot Örgryte IS och IS Halmia. Mot IF Elfsborg blev det stor dramatik på Ullevi, då gästerna ledde med 3–2 i halvtid  innan Gösta "Saxofonen" Svensson, Holger Johansson och "Long-John" Nilsson vände matchen till seger med 5–3. I denna match debuterade även Folke Lind för sällskapet. En plump i protokollet kom borta mot Hälsingborgs IF, då man förlorade med 2–1 trots att man tagit ledningen med 1–0. Redan i nästa omgång tog man dock en gruvlig revansch på skåningarna, då man inför 15 163 åskådare på Ullevi vann med hela 9–2 efter fem mål av "Long-John", tre av "Saxofonen" och ett av Gunnar Olsson. Segern imponerade på hela Fotbollssverige, och fastän man bara spelade 0–0 borta mot AIK i slutet av oktober trumpetade Dagens Nyheter den 1 november under rubriken "Gais – propagandalaget" ut:
| ”                                  | GAIS är Sverges förnämligaste fotbollslag. Den oavgjorda och mållösa tillställningen mot AIK kunde på inte vis förändra detta faktum, snarare styrka det, och när det blir vår en gång i tiden kan man nog komma överens om att Joel Björkmans lag seglar för förlig vind emot sin fjärde uppsättning guldmedaljer. | „ |
| – Dagens Nyheter, 1 november 1932. | |   |

Även under vårsäsongen ångade Gais på. Mot IFK Eskilstuna hemma vann man med 5–1 efter fem mål av "Long-John", varav de fyra första i minut 15, 25, 32 och 42 – ett äkta hattrick plus ett extra mål efter (eller före). Gais förlorade dock vårderbyna mot IFK Göteborg (1–3) och Örgryte IS (0–2), vilket avgjorde serien till Gais nackdel – Hälsingborg tog full pott under sina nio vårsäsongsmatcher och gick om Gais med en enda poäng till godo.

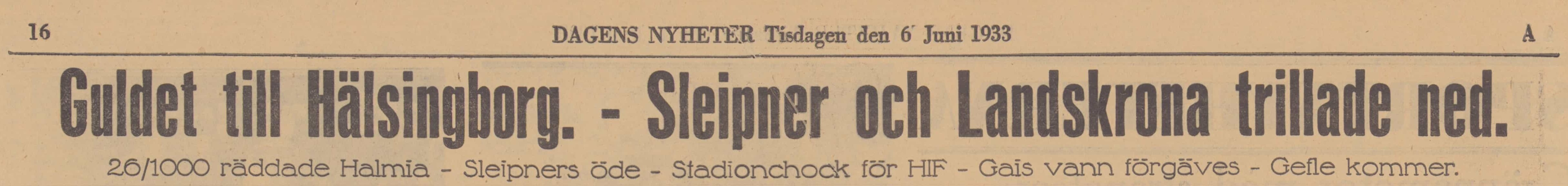
Dagens Nyheters rubrik efter avgörandet.

Guldmissen var otroligt bitter för Gais, särskilt som man utklassat seriesegrarna med 9–2 under hösten. Holger Johansson (senare Jernsten) sade 40 år efteråt:
| ”                 | Om det är något som jag aldrig kan glömma efter alla mina år som gaisare så är det att vi inte tog guldet 1933. Vi hade det i särklass bästa laget, och det skall på sikt ge utslag i en lång serie. I enstaka cupmatcher får man dock vara beredd på att vad som helst kan hända. | „ |
| – Holger Jernsten | |   |

Gais publiksnitt under säsongen var för första gången över 10 000 åskådare.

### Tabell
| Nr | Lag               | S  | V  | O | F  | GM | IM | MS  | P  |
| -- | ----------------- | -- | -- | - | -- | -- | -- | --- | -- |
| 1  | Hälsingborgs IF   | 22 | 16 | 3 | 3  | 68 | 38 | +30 | 35 |
| 2  | Gais              | 22 | 16 | 2 | 4  | 70 | 30 | +40 | 34 |
| 3  | IFK Göteborg      | 22 | 11 | 3 | 8  | 58 | 42 | +16 | 25 |
| 4  | AIK (RM)          | 22 | 11 | 2 | 9  | 60 | 40 | +20 | 24 |
| 5  | Örgryte IS        | 22 | 9  | 2 | 11 | 40 | 43 | −3  | 20 |
| 6  | IFK Eskilstuna    | 22 | 9  | 2 | 11 | 47 | 55 | −8  | 20 |
| 7  | Sandvikens IF (U) | 22 | 7  | 5 | 10 | 43 | 48 | −5  | 19 |
| 8  | IF Elfsborg       | 22 | 8  | 3 | 11 | 44 | 54 | −10 | 19 |
| 9  | Malmö FF          | 22 | 8  | 3 | 11 | 42 | 66 | −24 | 19 |
| 10 | IS Halmia (U)     | 22 | 7  | 3 | 12 | 34 | 50 | −16 | 17 |
| 11 | IK Sleipner       | 22 | 7  | 3 | 12 | 34 | 52 | −18 | 17 |
| 12 | Landskrona BoIS   | 22 | 6  | 3 | 13 | 38 | 60 | −22 | 15 |

### Seriematcher
| Motståndare     | Hemma | Borta |
| --------------- | ----- | ----- |
| Hälsingborgs IF | 9–2   | 1–2   |
| IFK Göteborg    | 2–2   | 1–3   |
| AIK             | 3–2   | 0–0   |
| Örgryte IS      | 0–2   | 2–0   |
| IFK Eskilstuna  | 5–1   | 1–0   |
| Sandvikens IF   | 1–3   | 4–2   |
| IF Elfsborg     | 5–3   | 3–0   |
| Malmö FF        | 4–2   | 4–0   |
| IS Halmia       | 2–0   | 4–1   |
| IK Sleipner     | 3–1   | 6–2   |
| Landskrona BoIS | 5–0   | 5–2   |

### Spelarstatistik

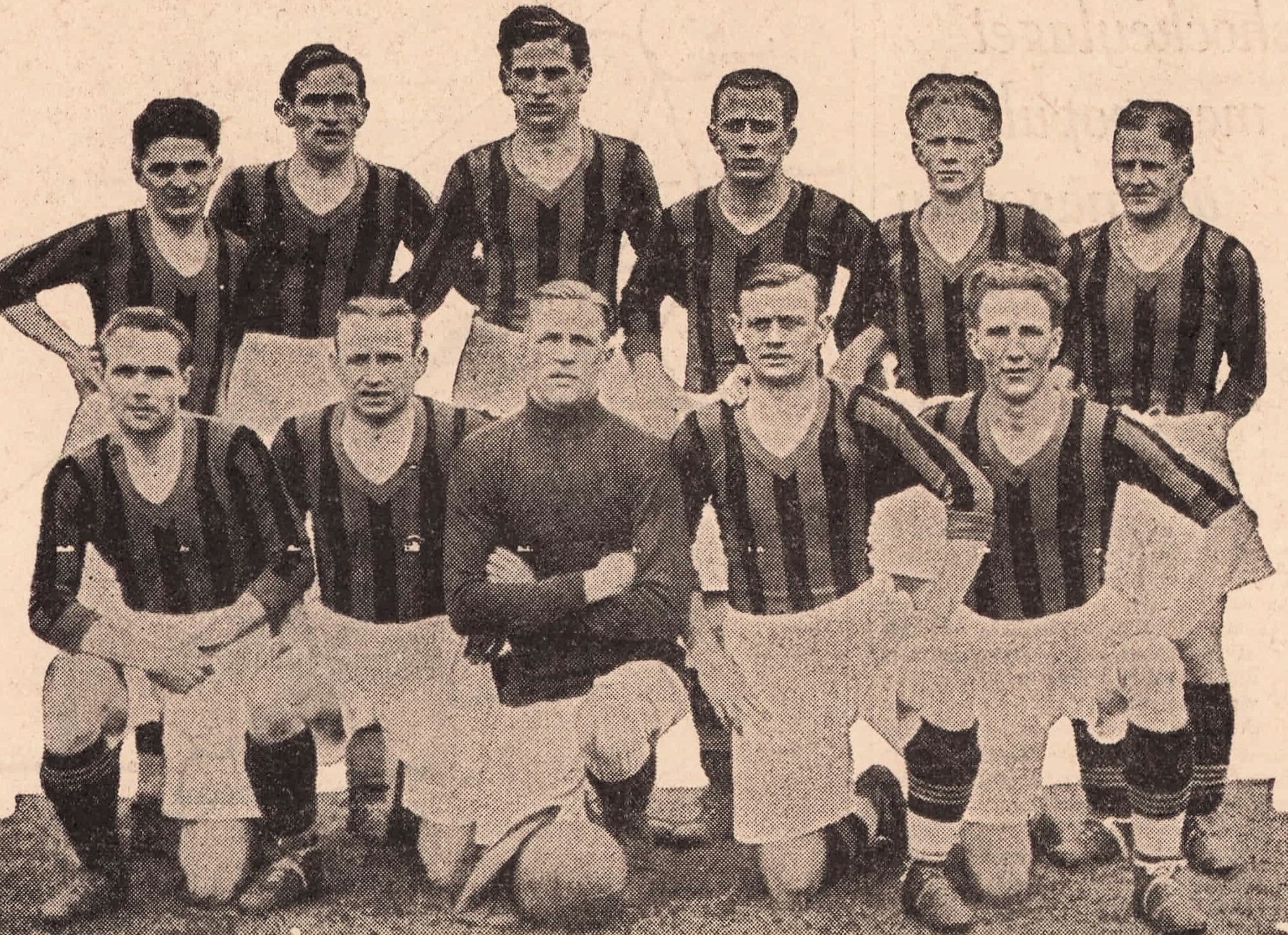
Gais trupp 1932/1933. Från vänster, stående: Gösta Svensson, Carl Johnsson, Long-John Nilsson, Gunnar Olsson, Holger Johansson, Ragnar Gustafsson. Främre raden: Helge Liljebjörn, Herbert Lundgren, Olle Bengtsson, Gunnar Zacharoff, Harry Johansson.

Under säsongen använde sig Gais endast av 14 spelare, varav 8 spelade samtliga 22 matcher.
| Namn                | Matcher | Mål |
| ------------------- | ------- | --- |
| Gösta Svensson      | 22      | 13  |
| Ragnar Gustafsson   | 22      | 12  |
| Holger Johansson    | 22      | 12  |
| Gunnar Olsson       | 22      | 12  |
| Olle Bengtsson (mv) | 22      |     |
| Carl Johnsson       | 22      |     |
| Helge Liljebjörn    | 22      |     |
| Herbert Lundgren    | 22      |     |
| John Nilsson        | 20      | 19  |
| Harry Johansson     | 19      |     |
| Gunnar Zacharoff    | 12      |     |
| Folke Lind          | 10      |     |
| Erik Johansson      | 3       |     |
| Walter Karlsson     | 2       |     |